# Château Clarke
Le Château Clarke est un domaine viticole bordelais de 54 ha situé sur l'AOC Listrac-Médoc, classé cru bourgeois supérieur en 1932, classement confirmé 2003, mais annulé en 2007. Depuis, les propriétaires n’ont pas souhaité se porter candidats aux nouveaux systèmes de classement mis sur pied, en 2010 puis en 2020, .

## Histoire
Au XIe siècle, les moines cisterciens de l’abbaye de Vertheuil implantent les premières vignes. Le domaine acquiert définitivement son nom en 1818, après le décès de Luc-Tobie Clarke de Dromantin, fils du chevalier Tobie Clarke, acquéreur du domaine le 27 février 1771 et descendant de James Clarke, jacobite irlandais victime de l’exode des Oies sauvages. Le Baron Edmond de Rothschild en devient propriétaire en 1973. Benjamin et Ariane de Rothschild ont aujourd’hui[Quand ?] repris le domaine qui est associé à la marque Edmond de Rothschild Heritage.

## Terroir
L'encépagement est constitué de cabernet sauvignon à 30 % et de merlot à 70 %, planté sur un sol calcaire éocène et argilo-calcaire sur calcaire (6060 p/ha.). La taille est en Guyot double.

## Vin
La production est de 150 000 à 250 000 bouteilles par an.[réf. nécessaire]